# 1115 Sabauda
1115 Sabauda är en asteroid i huvudbältet som upptäcktes den 13 december 1928 av den italienska astronomen Luigi Volta. Dess preliminära beteckning var 1928 XC. Det fick senare namn efter furstehuset Savojen i Italien, vars latinska namn var Sabauda eller Sapauda. Det är emellertid möjligt att namnet syftar på den då nybildade staden Saubada i Pontinska träsken.
Den tillhör asteroidgruppen Meliboea.
En oberoende upptäckt av asteroiden gjordes femdagar senare av den spanske astronomen Josep Comas i Solà.
Sabaudas senaste periheliepassage skedde den 27 mars 2022. Fotometriska observationer 2006 har gett vid handen att asteroiden har en rotationstid på 6,72 ± 0,01 timmar, med en variation i ljusstyrka av 0,27 ± 0,02 magnituder.